# 1548
| 1548               |
| ------------------ |
| Dødsfald - Fødsler |
|                    |

| Gregoriansk kalender | 1548 MDXLVIII           |
| Ab urbe condita      | 2301                    |
| Armensk kalender     | 997 ԹՎ ՋՂԷ              |
| Kinesiske kalender   | 4244 – 4245 丁未 – 戊申 |
| Etiopisk kalender    | 1540 – 1541             |
| Jødisk kalender      | 5308 – 5309             |
| Hindukalendere       |                         |
| - Vikram Samvat      | 1603 – 1604             |
| - Shaka Samvat       | 1470 – 1471             |
| - Kali Yuga          | 4649 – 4650             |
| Iransk kalender      | 926 – 927               |
| Islamisk kalender    | 955 – 956               |

Konge i Danmark: Christian 3. 1534-1559
Se også 1548 (tal)

## Begivenheder
- Kalkmalerierne i Sulsted Kirke males af Hans Maler.

## Dødsfald
- Peder Ebbesen Galt